# Normalització lingüística
La normalització lingüística és un terme de la sociolingüística que consisteix a reorganitzar les funcions lingüístiques de la societat per tal de readaptar les funcions socials de la llengua a unes condicions “externes” canviants. 

## El procés de normalització lingüística
La normalització lingüística és un procés de reversió de la substitució lingüística que intenta afavorir que la llengua que ha patit un procés de minorització (llengua minoritzada), o que no ha desenvolupat totes les seves potencialitats, recuperi l'estatus de "llengua plena" o "llengua normal" i incorpori elements que li permetin constituir-se com un instrument de comunicació i de cultura.
Lluís V. Aracil va donar una nova forma a aquest terme a final dels anys seixanta, substituint el de planificació lingüística, que era més usat. Segons les paraules de l'autor:
| « | Durant el meu servei militar (1964-65) […] vaig embastar les idees que presentaria poc després a Nancy sota el títol Conflit linguistique et normalisation linguistique dans l'Europe nouvelle […] Una part d'aquella (encara rudimentària) construcció era una noció de “normalització lingüística” inspirada en diverses fonts –com ara la codificació legal, la planificació econòmica, etc. En realitat, era una temptativa de síntesi que tenia molt més a veure amb la sociologia i amb la història que no pas amb cap mena de gramàtica”. | » |

Per tant, la normalització lingüística no comprèn tan sols aspectes purament lingüístics, sinó que també ha de considerar factors socials i polítics. Respecte a aquests últims, la subordinació política a una altra comunitat que imposa una llengua dominant provoca que la situació en la qual es desenvolupa el procés de normalització tingui uns paràmetres singulars, considerant que no es té un estat polític propi i que existeix un conflicte lingüístic. Aquest és el cas de Catalunya, el País Basc i el Quebec.
Cal considerar que tota normalització comporta elaborar i difondre normes d'ús lingüístic i això implica que l'objectiu és el fet que, des del punt de vista social, hi hagi una actitud favorable envers la llengua i una esperança de futur. Aracil, i més tard Toni Mollà i Amadeu Viana, insisteixen en el fet que el procés de normalització lingüística té caràcter prospectiu de resposta al conflicte lingüístic; per tant, és dinàmic i previsor.
No existeix una definició unívoca d'aquest concepte. Es tracta d'un procés amb característiques singulars en cada context sociolingüístic. Per tant, la normalització pot afectar el codi lingüístic, els seus usuaris i l'organització lingüística territorial, que seria el mateix que dir que la normalització lingüística implica dos processos paral·lels: un de social i un altre de lingüístic. Així mateix, s'han emprat diferents termes relacionats amb aquest concepte: codificació o normativització i estandardització, més estretament lligat a aspectes lingüístics, i planificació i política lingüística, lligades al vessant social i polític. La normalització entraria en aquest últim àmbit.
En els casos en els quals s'ha dut a terme un procés d'aquestes característiques en territoris que vivien un conflicte lingüístic generat per la subordinació política i cultural, com en el cas català, es poden identificar unes fases per normalitzar més o menys regulars: 
1. L'augment del nombre d'usuaris de la llengua i la seva freqüència d'ús.
2. La irrupció de la llengua en procés de normalització en els àmbits fins llavors ocupats per l'altra, normalment els àmbits públics i formals.

## El cas català
El català ha passat a ser la llengua vehicular de l'Administració, com marca la Llei de Política Lingüística, de 1998, tot i la permanència de reductes com el camp judicial en el qual en les vistes oral, les instruccions de causes i la publicació d'edictes, sentències i altres documents s'empra, en gran manera, el castellà.
De gran èxit han estat les actuacions de les polítiques de recuperació lingüística en els camps de l'educació i dels mitjans de comunicació. El català és la llengua de l'ensenyament en el nivell no universitari i, en menor grau, la seva presència també és significativa en els ensenyaments universitaris.
El 1983, es va crear la Corporació Catalana de Ràdio i Televisió, gràcies a la qual es trencava amb el monolingüisme en els mitjans de comunicació i s'aconseguia arribar als altres territoris de parla catalana en què les lleis de política lingüística portaven camins molt diferents al de les del Principat, com ara el País Valencià i les Illes Balears, tot considerant que la llengua a la Catalunya Nord ja és un reducte molt minoritari en fase de decadència.
El tercer àmbit a què les polítiques de normalització lingüística s'han dirigit amb força és el món de la cultura. Han proliferat en els darrers anys una extensa oferta teatral i una gran proliferació de companyies de teatre, cantants i grups musicals. Així mateix, la literatura en català també es troba en un moment d'esplendor i el llibre en català, amb l'impuls de subvencions institucionals, també s'ha fet un lloc en el mercat. Cal esmentar la Fira del Llibre Frankfurt de 2007, amb la cultura catalana com a convidada d'honor.

### Joan Fuster
Segons Joan Fuster, l'estandardització dels Països Catalans i, en concret del País Valencià, passa per la integració cultural de totes les possibles sensibilitats.
Fuster ens recomana que per normativitzar la llengua cal defugir de tant polimorfisme en les variants lingüístiques dels territoris de parla catalana. A les diferents obres assagístiques de Fuster trobem la seua postura més propera a la unitat lingüística des de posicions uniformistes. Fuster, encaixa amb l'obra de Pompeu Fabra en les fases de planificació lingüística. Els criteris que guien el seu treball són fer el català una llengua apta per a les necessitats comunicatives d'una societat moderna i convertir-la en una llengua nacional.
Fuster creu i defensa un model acadèmic nonocèntric, moderadament composicional i, si és possible, amb poca variabilitat formal, allò que Fuster anomena “polimorfisme poc funcional per aconseguir una veritable estandardització”.

### Crítiques al procés de normalització lingüística del català
Malgrat tot això, alguns experts opinen que les lleis de normalització lingüística han estat tan prudents que han resultat ineficients, tal com diu Modest Prats: “preservar la unitat de la comunitat que viu a Catalunya, evitant de totes passades que la llengua es convertís en un element de discòrdia”. Aquest tipus d'actitud lingüística porta a pensar a alguns acadèmics que la població plenament i funcionalment bilingüe a Catalunya és la població catalanoparlant, mentre que un nombre important de castellanoparlants són plenament monolingües.
Aquest fenomen va ser designat per Aracil amb el terme “bilingüisme unilateral”. La tesi segons la qual el català es troba en procés d'extinció és defensada per notables especialistes, com Modest Prats, i altres, com August Rafanell, Albert Rossich o Carme Junyent. Aquests lingüistes identifiquen el distanciament entre el català institucional, de l'escola i del món de la cultura, d'una banda, i la realitat de la societat, de l'altra. Prats, Junyent i altres han parlat del procés de “llatinització”, és a dir, l'extinció d'una llengua perquè queda limitada a àmbits d'elit cultural i acaba sent incomprensible per a la resta de la societat.